# Вулиця Хіміків (Івано-Франківськ)
Вулиця Хіміків — вулиця в Івано-Франківську, що веде від вулиці Галицька в напрямку до річки Бистриця Солотвинська. Знаходиться в мікрорайоні Пасічна.

## З історії вулиці
Виникла на початку 1980-х рр. в результаті інтенсивної житлової забудови мікрорайону. Будівництво житла тут почалося після 1971 року, і, було пов'язане із спорудженням поряд з містом,— великого хімічного підприємства,— заводу тонкого органічного синтезу (ТОС).
Названа вулицею Хіміків на пошану працівників хімпрому і від часу заснування вулиці не мінялася. Хімічна промисловість займає міцні позиції в економіці області,— найбільше промислове підприємство області,— «Лукор» у Калуші є також хімічним. У 1970-х рр., коли виникла вулиця, частка підприємств хімії в продукції області становила — 5%. В Івано-Франківську зараз найбільший відсоток продукції дають підприємства харчової промисловості та машинобудування. Але представлена й хімічна галузь фірмою ТОС «Барва» і ВАТ «Полімер».

## Інфраструктура
Вулиця є значною транспортною магістраллю. Від часу її заснування автобуси тодішнього маршруту №3 почали тут робити петлю, повертаючись через Тролейбусну на вул. Галицьку. В грудні 1983 р. по ній проліг перший тролейбусний маршрут (№ 1) «Вулиця Хіміків — Вокзал». 
Забудова вулиці майже вся — житлова. На її початку кілька п'ятиповерхових житлових будинків звели угорські будівельники в 
рамках виконання газової програми економічної взаємодопомоги. Завершує забудову вулиці школа №24. Вона є ровесницею незалежності України,— її введено в дію у серпні 1991 р.